# Томмі Таєр
Томас Каннінґхем Таєр (англ. Thomas Cunningham Thayer, нар. 7 листопада 1960 в м. Портленд, Орегон, США) — американський музикант та автор пісень, колишній соліст гурту Black 'n Blue. З 1994 до 2002 року співпрацював з рок-гуртом Kiss, а з 2002 року є соло-гітаристом цього гурту.

## Рання біографія
Томас Каннінґхем Таєр народився 7 листопада 1960 в місті Портленд, штат Орегон, США. Він прожив дитинство в передмісті Портленда — місті Бівертон. Його матір Патрісія Таєр (до шлюбу Каннінґхем) була вокалісткою та скрипалькою в класичному стилі, його батько Джеймс Таєр був бізнесменом, активний громадським діячем та бригадним генералом Армії США у відставці. Томмі Таєр виріс в музичній родині, разом із трьома братами та сестрою, оточений різноманітною музикою, від класичної до The Beatles й інших популярних гуртів 1960-х. Захоплення Томмі хард-рок гуртами початку 1970-х призвело до того, що в 13 років він купив електрогітару. Після закінчення старшої школи «Sunset High School» в 1978 році, Томмі Таєр грав у багатьох місцевих гаражних або клубних гуртах, поки не заснував разом із вокалістом Джеймом Сейнт-Джеймсом власний гурт, який пізніше отримає назву Black 'n Blue.

## Black 'n Blue
Заснований в листопаді 1981 року гурт Black 'n Blue виступав в Портленді та неподалік від нього протягом понад року, поки на початку 1983 року не переїхав до Південної Каліфорнії. Black 'n Blue миттєво отримав успіх і став найбажанішим гуртом в голівудських рок-клубах, а через пів року підписав великий контракт на запис в усьому світі із Geffen Records. 1984 року гурт поїхав до Німеччини, щоб попрацювати із продюсером гурту Scorpions Дітером Дірксом над своїм дебютним альбомом «Black 'n Blue», який вийшов у серпні 1984. До альбому увійшли пісні «Hold on to 18» та «School of Hard Knocks», які стануть найпопулярнішими піснями гурту, написані у співавторстві Томмі Таєра і Джейма Сейнт-Джеймса. Наступний альбом «Without Love» вийшов в 1985 році під продюсуванням Брюса Фейрберна. Після двох місяців турів наприкінці 1985 року, де вони виступали на розігріві у Kiss, Black 'n Blue найняли басиста гурту Kiss Джина Сіммонса в якості продюсера їх двох наступних студійних альбомів «Nasty Nasty» та «In Heat», що вийшли у 1986 та 1988 роках відповідно. Наприкінці 1988 року Geffen Records закінчило роботу із гуртом Black 'n Blue.
Зараз, хоч Томмі Таєр і не є постійним солістом гурту Black 'n Blue, він іноді бере участь в концертах гурту. В жовтні 2010 року гурт, разом із Томмі Таєром, був включений до Музичної зали слави Орегону.

## Період між Black 'n Blue та Kiss
В 1989 році Томмі Таєр писав пісні у співавторстві з Джином Сіммонсом та грав на гітарі в якості сесійного соліста при записі демо-версій пісень Kiss для альбому Hot in the Shade. До цього альбому увійшли пісні «Betrayed» та «The Street Giveth, The Street Taketh Away», написані Таєром та Сіммонсом разом. В тому ж році Таєр записав гітарну партію для співачки та авторки пісень Терези Стрейлі та продюсера Пета Регана. Таєр був одним з продюсерів та зіграв гітарну партію для альбому співачки Доро Пеш під назвою «Doro». 1992 року Таєр приєднався до лос-анжелеського гурту «Shake the Faith» і разом з ними записав альбом «America the Violent», який вийшов в 1994 році.

## Kiss

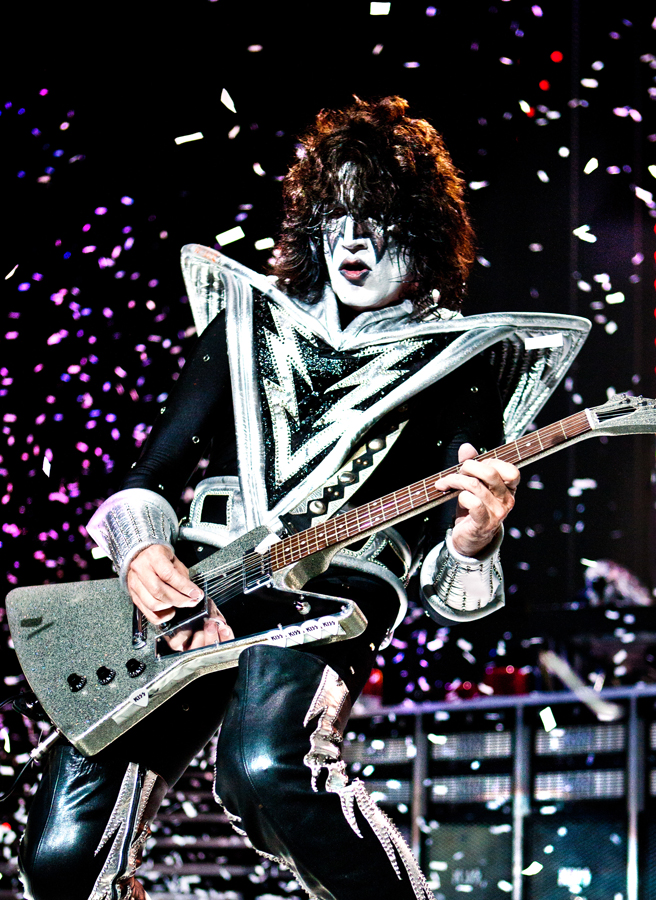
Томмі Таєр в сценічному костюмі і гримі Kiss в 2012 році.

Грим Тайєра для амплуа «Spaceman»

В 1994 році солісти гурту Kiss Джин Сіммонс та Пол Стенлі найняли Томмі Таєра працювати над книжкою «Kisstory» про історію гурту Kiss, що пізніше привело до зайнятості Таєра в інших проєктах та до його повної зайнятості у роботі на Kiss. Робота Таєра на Сіммонса і Стенлі почалась із таких завдань як пофарбувати будинок Стенлі або почистити труби в будинку Сіммонса, а через декілька років Таєр став по суті продюсером Kiss. Томмі Таєр працював над організацією туру «Worldwide Kiss Convention» та концерту на MTV Unplugged. Під час підготовки до туру «Alive/Worldwide» в 1996 році Таєр допомагав гітаристу Ейсу Фрейлі та барабанщику Пітеру Кріссу згадати і прорепетирувати їхні оригінальні гітарну та барабанну партії з 1970-их років. Томмі Таєр працював продюсером та редактором повнометражних відео та фільмів гурту Kiss, включаючи Kiss, The Second Coming (1998 рік), Detroit Rock City (1998 рік) та The Last Kiss (2000 рік).
В 2002 році, коли участь Ейса Фрейлі в гурті Kiss була під питанням, був запасним гітаристом, зокрема стояв за лаштунками під час виступу Kiss на церемонії закриття Зимових Олімпійських ігор 2002 в Солт-Лейк-Сіті готовий в будь-який момент замінити соло-гітариста за потреби. Через місяць він вперше виступив як повноцінний учасник гурту Kiss, в сценічному костюмі та гримі «Spaceman», на приватному концерті на Ямайці. Відтоді він є постійним соло-гітаристом гурту Kiss.
У 2003 році Таєр разом із Kiss зробили концерт у супроводі Симфонічного оркестра Мельбурна (всі музиканти були в гримі Kiss) на стадіоні Докленда в Мельбурні. Пізніше в тому ж році вийшли CD та DVD концертного запису Kiss Symphony: Alive IV. 2004 року Теєр спродюсував RIAA подвійний платиновий DVD, Rock the Nation Live!, що вийшов у всьому світі в грудні 2004 року.  
Sonic Boom, перший студійний альбом Kiss за 11 років вийшов у всьому світі в жовтні 2009 року, дебютувавши на 2-му місці чарту Billboard. Теєр став співавтором трьох композицій, включаючи свій власний вокальний дебют у пісні «When Lightning Strikes».  
У жовтні 2012 року у новому студійному альбомі Kiss Monster Тайєр став співавтором 10 пісень і виконав провідну вокальну партію у «Outta This World». Таєр спродюсував Kiss Rocks Vegas, концертний альбом та DVD, що вийшов 26 серпня 2016 року на честь серії концертів гурту у Hard Rock Hotel and Casino в Лас-Вегасі під час ювілейного туру у 2014 році.

## Громадська діяльність та благочинність
У вересні 2005 року Томмі Таєр був обраний до Правління Тихоокеанського Університету в місті Форест-Грув, Орегон, в якому перебуває і досі. В 2006 та 2007 роках він організував пожертвування нових музичних інструментів школам для хворих дітей в Орегоні. В лютому 2010 року Томмі Таєр разом із Kiss брали участь в реаліті-шоу «Extreme Makeover: Home Edition» яке допомагає із ремонтом бідним родинам або громадським школам. В цьому випадку Таєр із Kiss пожертвували музичні інструменти небагатій родині для їх безкоштовної музичної-школи. В 2005 році Kiss були хедлайнерами концерту «Rockin' the Corps» на військовій базі Кемп-Пендлтон в Каліфорнії, який був присвячений американським військовим, які служать в Іраку та Афганістані. В березні 2007 Томмі Таєр та Джин Сіммонс відвідали Кемп-Пендлтон знову. Таєр віддає всі роялті від його фірмового гітарного підсилювача для гітари Hughes & Kettner Дитячому шпиталю Лос-Анджелеса на медичні витрати для поранених та хворих дітей.
Томмі Таєр 18 травня 2012 взяв участь в благодійній події «All-Star Salute to the Oregon Military» в місті Вест-Лін, Орегон. Ця подія була початком п'ятирічної кампанії зі збору коштів на підтримку нового Військового музею Орегону, який було названо на честь бригадного генерала Джеймса Таєра старшого, батька Томаса Таєра. В 2014 році Томмі Таєр організував таку саму подію, яка за одну ніч зібрала 1.2 мільйони доларів на потреби музею. Ця подія включала вечірку у приватному будинку в місті Лейк-Освеґо, де виступив гурт Kiss. В 2017 році Таєр організував «All-Star Salute to the Oregon Military» втретє.
В травні 2018 року Тихоокеанський Університет надав Томасу Таєру звання почесного доктора «в знак визнання його визначної кар'єри та філантропічних зусиль».

## Дискографія

### з Black 'n Blue
- Black 'N Blue (1984)
- Without Love (1985)
- Nasty Nasty (1986)
- In Heat (1988)

### з Kiss
- Hot in the Shade (1989) (співавтор, грав на електроакустичній гітарі у композиціях «Betrayed» та «The Street Giveth & The Street Taketh Away»)
- Revenge (1992) (бек-вокал)
- Carnival of Souls: The Final Sessions (1997) (співавтор пісні «Childhood's End»)
- Psycho Circus (1998) (грав провідні гітарні партії, окрім композицій «Into The Void», «In Your Face» і « You Wanted The Best», які записував Ace Frehley)
- Jigoku-Retsuden (2008)[12]
- Sonic Boom (2009)
- Monster (2012)